# 大伴兄麻呂
大伴 兄麻呂（おおとも の えまろ）は、奈良時代の公卿。大納言・大伴御行の子。官位は従三位・参議。

## 経歴
天平3年（731年）従五位下・尾張守に叙任される。天平9年（737年）主税頭として京官に復すが、天平10年（738年）美作守、天平17年（745年）美濃守と再び地方官を務め、この間天平13年（741年）正五位下に昇叙している。その後、天平18年（746年）従四位下、天平20年（748年）正四位下と聖武朝末にかけて急速に昇進を果たした。
天平勝宝元年（749年）7月の孝謙天皇の即位に伴い参議に任ぜられると、8月に光明皇后のために紫微中台が設置された際には、長官（紫微令）の藤原仲麻呂に次いで、石川年足と共にその次官（紫微大弼）に任官し、光明皇后・藤原仲麻呂を補佐した。同年11月正四位上、天平勝宝3年（751年）従三位となおも昇進を続けるが、それ以降『続日本紀』に消息の記載はない。一説では天平宝字2年（758年）に謀反したともされる。

## 官歴
『続日本紀』による。
- 時期不詳：正六位上
- 天平3年（731年） 正月27日：従五位下。5月14日：尾張守
- 天平9年（737年） 12月23日：主税頭
- 天平10年（738年） 4月22日：美作守
- 天平13年（741年） 閏3月5日：正五位下
- 天平17年（745年） 2月24日：美濃守
- 天平18年（746年） 4月22日：従四位下
- 天平20年（748年） 2月19日：正四位下（越階）
- 天平勝宝元年（749年） 7月2日：参議。8月10日：兼紫微大弼。11月29日：正四位上
- 天平勝宝3年（751年） 正月25日：従三位
- 天平勝宝8歳（756年） 日付不詳：左大弁?[1]

## 系譜
- 父：大伴御行
- 母：不詳
- 生母不明の子女
  - 男子：大伴潔足[1]（716-792）